# Catoptria siliciellus
Catoptria siliciellus là một loài bướm đêm trong họ Crambidae.